# Cunico
Cunico (Cùni in piemontese), è un comune italiano di 425 abitanti della provincia di Asti in Piemonte, situato ad un'altitudine s.l.m. di 257 m (minima: 164 - massima: 302).

## Geografia fisica
Cunico sorge su una collina dell'ultimo scorcio nord-ovest del Monferrato e l'estensione del territorio occupa quasi 7 chilometri quadrati (671 ettari). Il territorio ha una conformazione tipicamente collinare ed alterna aree coltivate a zone boschive.

## Storia
I primi insediamenti nell'attuale territorio comunale vengono datati in un'epoca molto prossima alla conquista della Gallia da parte del popolo romano. Esisteva una strada romana che congiungeva Hasta (Asti) ad Industria (Monteu da Po), dalla quale si giungeva a Tribia (località tra Monteu da Po e Lauriano); qui esisteva un ponte che, attraversando il Po, permetteva a tale strada di proseguire sino a Vitiomale (Santhià) e quindi di congiungersi definitivamente con la via Emilia a Vercelli. È proprio lungo questa strada, quindi nella parte dove attualmente si trova il cimitero, che Cunico sorse probabilmente come stazione di cambio. Nella zona infatti, fino a non molto tempo fa, era frequente il ritrovamento di materiale edilizio di epoca romana. I primissimi riferimenti certi al territorio ed al nome di Cunico risalgono al X secolo, come si può leggere nelle notizie riguardanti San Martino e Ponengo.
Occorreranno poi circa cento anni prima che i Signori di Cunico entrino a far parte dell'annosa disputa tra le grandi famiglie feudatarie italiane e gli imperatori sassoni. L'appoggio di questi Signori ad Arduino, re d'Italia, provocò nel 1014 la confisca delle loro terre da parte dell'imperatore Enrico II il Bavarese, che le donò al Vescovo di Vercelli, Leone.
Nel 1164 Cunico venne consegnato da Federico I Barbarossa, insieme a Montiglio, ai Marchesi del Monferrato, dei quali ne seguirà le sorti nei secoli a venire.
Nel 1462 la famiglia Miroglio dette a Cunico i suoi Statuti, che sono stati recentemente restaurati e che si trovano nel riordinato Archivio Storico Comunale.
L'unica testimonianza architettonica di quei secoli, il Castello che sorgeva sulla collina retrostante la Chiesa Parrocchiale, andò purtroppo parzialmente distrutto nel 1613 durante una delle guerre di successione al Marchesato del Monferrato che si combatterono ai confini del territorio di Cunico. Il definitivo abbattimento della struttura avvenne nel 1861.

### Simboli
Lo stemma e il gonfalone del comune di Cunico sono stati concessi con decreto del presidente della Repubblica del 26 aprile 1954.
Il gonfalone è un drappo di rosso.

## Società

### Evoluzione demografica
Abitanti censiti

## Geografia antropica
Oltre al nucleo principale, Cunico comprende nel suo territorio altre dieci località (Bricco Forca, Case Graglia, Case Negro, Castelletto, Lustra, Ronco, Stazione, Valcroce, Vallera, Vallera sul Bricco) dislocate sulle colline e nelle vallate limitrofe.

## Economia
L'economia di Cunico, basata un tempo quasi esclusivamente sull'attività agricola di piccoli proprietari terrieri , ha conosciuto negli ultimi decenni profonde mutazioni. Gli addetti a questo settore vitale sono diminuiti, ma nel contempo hanno affinato la loro specializzazione, orientandosi principalmente sulla produzione vinicola e mantenendo coltivazioni di grano, mais e foraggio.
Negli ultimi anni si è avuto un notevole sviluppo della coltivazione della nocciola, che trova nei terreni del comune le condizioni ideali per il suo sviluppo.
Sul territorio di Cunico esistono particolari zone a spiccata vocazione tartufigena, dove si possono trovare sia i tartufi neri che i ben più pregiati tartufi bianchi, le preziose trifole.
Oltre alle attività di coltivazione, troviamo diversi allevamenti di bovini e suini, in alcuni dei quali si provvede anche alla macellazione, alla lavorazione ed alla commercializzazione delle carni nel pieno rispetto del ciclo biologico naturale.
Nel paese sono presenti inoltre aziende operanti nel campo della produzione alimentare, della meccanica, dell'edilizia e della lavorazione del marmo ed infine ha sede a Cunico anche la casa produttrice di una delle più prestigiose grappe italiane.

## Infrastrutture e trasporti

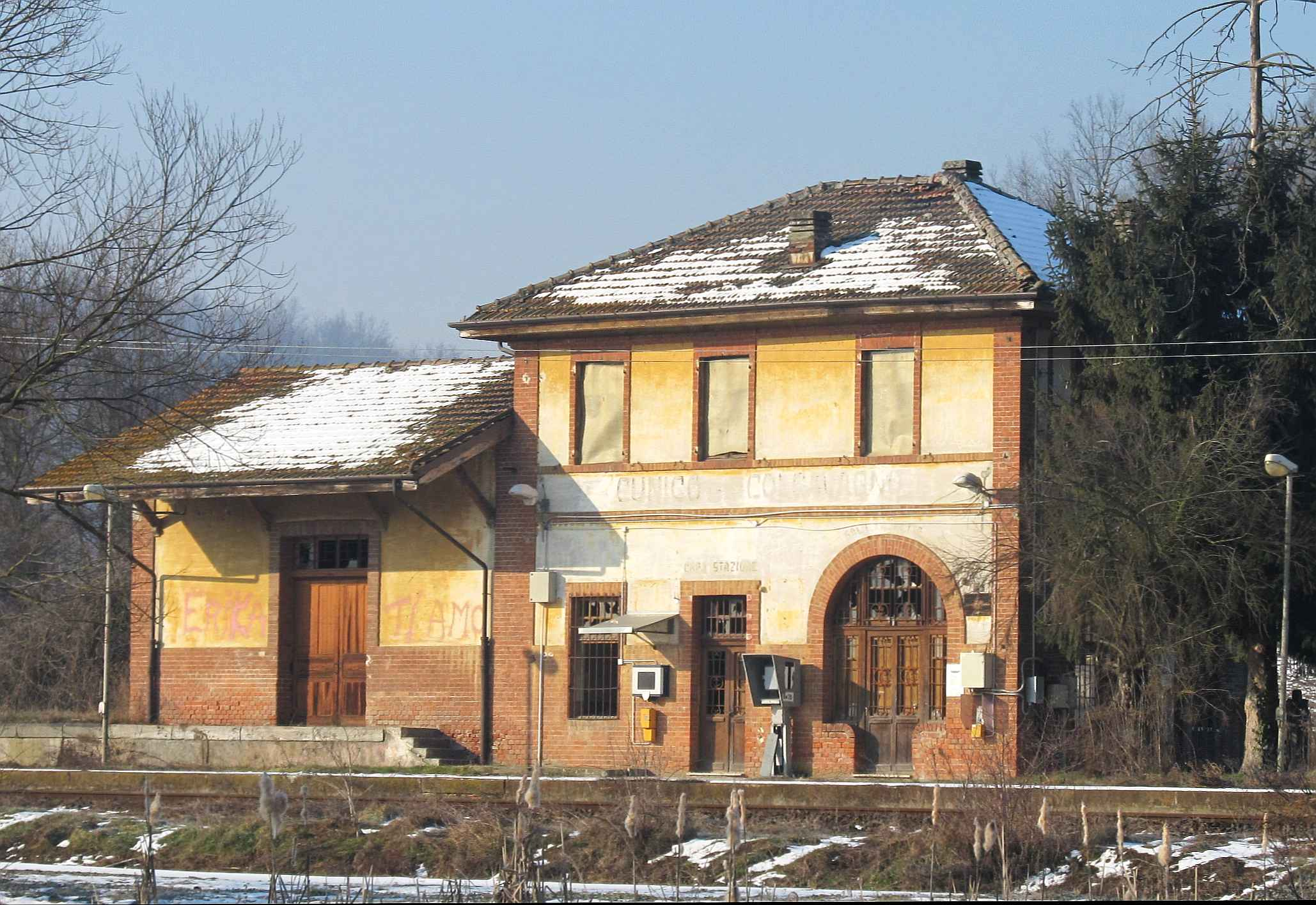
La stazione ormai dismessa

La fermata di Cunico-Scandeluzza, attivata nel 1912 come stazione di Cunico-Colcavagno, era posta lungo la cessata ferrovia Chivasso-Asti, il cui esercizio fu definitivamente sospeso nel 2011.

## Amministrazione
Di seguito è presentata una tabella relativa alle amministrazioni che si sono succedute in questo comune.
| Periodo        | Periodo        | Primo cittadino | Partito                       | Carica  | Note  |
| -------------- | -------------- | --------------- | ----------------------------- | ------- | ----- |
| 26 giugno 1985 | 25 maggio 1990 | Luigi Bauchiero | lista civica                  | Sindaco | [ 7 ] |
| 25 maggio 1990 | 24 aprile 1995 | Luigi Bauchiero | Partito Socialista Italiano   | Sindaco | [ 7 ] |
| 24 aprile 1995 | 14 giugno 1999 | Luigi Bauchiero | centro-sinistra               | Sindaco | [ 7 ] |
| 14 giugno 1999 | 14 giugno 2004 | Mario Bosca     | lista civica                  | Sindaco | [ 7 ] |
| 14 giugno 2004 | 8 giugno 2009  | Piero Cognasso  | lista civica Uniti per Cunico | Sindaco | [ 7 ] |
| 8 giugno 2009  | 25 maggio 2014 | Piero Cognasso  | lista civica Uniti per Cunico | Sindaco | [ 7 ] |
| 25 maggio 2014 | in carica      | Cristina Ceron  | lista civica Progetto Cunico  | Sindaco | [ 7 ] |